# Neoarisemus collarti
Neoarisemus collarti är en tvåvingeart som först beskrevs av Satchell 1955.  Neoarisemus collarti ingår i släktet Neoarisemus och familjen fjärilsmyggor.
Artens utbredningsområde är Kongo. Inga underarter finns listade i Catalogue of Life.